# Maria Kozak
Maria Kozak (ur. 6 lutego 1904 w Łańcucie, zm. 18 marca 1988 w Warszawie), polska działaczka turystyczna, nauczycielka, wyróżniona tytułem członka honorowego Polskiego Towarzystwa Turystyczno-Krajoznawczego.
Ukończyła Państwowe Seminarium Nauczycielskie w Krakowie, a na Wydziale Prawno-Ekonomicznym Uniwersytetu Poznańskiego uzyskała dyplom magistra ekonomii. Pracowała jako nauczycielka w szkołach średnich. Przed II wojną światową była dyrektorem Liceum Handlowego Żeńskiego im. H. Chankowskiej w Warszawie, potem wicedyrektorem Państwowej Żeńskiej Szkoły Handlowej w Warszawie. W czasie okupacji udzielała się w tajnym nauczaniu. Po wojnie pracowała m.in. w Państwowym Żeńskim Gimnazjum Kupieckim i Liceum Ekonomicznym im. Oskara Langego w Warszawie.
Od 1924 działała w ruchu turystycznym; należała do Polskiego Towarzystwa Tatrzańskiego i Polskiego Towarzystwa Krajoznawczego, była jedną z pierwszych zdobywaczyń Górskiej Odznaki Turystycznej, w latach 1946–1949 pełniła funkcję sekretarza Zarządu Oddziału Warszawskiego Polskiego Towarzystwa Krajoznawczego. Od 1950 działała w Polskim Towarzystwie Turystyczno-Krajoznawczym, kierowała referatem weryfikacyjnym Odznaki Turystyki Pieszej Oddziału Śródmiejskiego PTTK w Warszawie, sama od 1953 była przodownikiem turystyki pieszej (później otrzymała tytuł honorowego przodownika turystyki pieszej). Od 1936 brała udział w wycieczkach Mieczysława Orłowicza i pełniła funkcję skarbnika, sekretarza i kronikarza grupy wycieczkowej. Po śmierci Orłowicza (1959) do 1985 prowadziła wycieczki "Szlakami Doktora Orłowicza".
Została odznaczona m.in. Złotym Krzyżem Zasługi, Medalem Komisji Edukacji Narodowej, Złotą Odznaką Zasłużony Działacz Turystyki, Złotą Odznaką Związku Nauczycielstwa Polskiego, Złotą Odznaką PTTK. 14 czerwca 1985 XI Zjazd Krajowy PTTK w Warszawie nadał jej tytuł członka honorowego PTTK.
Zmarła 18 marca 1988 w Warszawie. Została pochowana na Cmentarzu Powązkowskim w Warszawie.